# باراک‌داغی (قره‌عیسی‌لی)
باراک‌داغی (به ترکی استانبولی: Barakdağı) یک منطقهٔ مسکونی در ترکیه است که در کارایسالی واقع شده‌است.